# Shokugeki no Soma
Food Wars!: Shokugeki no Soma (яп. 食戟のソーマ, Shokugeki no Sōma) — японська манґа авторства Цукуда Юто з ілюстраціями Саекі Сюн. Юкі Морісакі — співавтор, яка займається докладним описом серій. Окремі глави стали випускатися в  Weekly Shonen Jump  з 26 листопада 2012 року, у форматі Танкобон компанією Shueisha. Станом на липень 2017 року Японії випущено 25 томів. Серія ліцензована Viz Media, яка випускає томи в цифровому вигляді з 18 березня 2014 року і випустила перший том в друк 5 серпня 2014 року. Аніме адаптація від JCStaff, транслювалась з 3 квітня 2015 року по 25 вересня 2015 року. Другий сезон транслювався від 2 липня 2016 року по 24 вересня 2016 року.

## Сюжет
Shokugeki no Soma розповідає історію хлопчика на ім'я Сома Юкіхіра, чия мрія полягає в тому, щоб стати шеф-кухарем у сімейному ресторанчику і перевершити кулінарні навички свого батька. Закінчив середню школу, Сома дізнається, що його батько, Джоічіро Юкіхіра, влаштувався на нову роботу, і буде весь час подорожувати по світу і тому закриває ресторанчик на деякий час. Батько кинув виклик Сомі, якщо той хоче перевершити його в готуванні, то повинен закінчити елітну Кулінарную Академію Тоцукі, де випускається лише 10 % студентів. Там він зустрічає багато дивовижних учнів і переживає багато нових цікавих подій, завдяки чому він росте і стає ближче до своєї мети стати кращим.

## Персонажі

### Основні персонажі
Сома Юкіхіра (яп. 幸平 創真, Юкіхіра Сома)
Сейю: Єсіцугу Мацуока: Головний герой історії, син Дзеітіро Сайбу. Вступив до Академії, щоб перевершити в мистецтві готування свого батька. Незважаючи на це, він дуже обдарований кухар за мірками свого віку і навіть здатний змагатися з елітної десяткою. Сома ніколи не показує своєї страх і завжди готовий зробити або прийняти виклик противника, навіть знаючи, що той може бути сильнішим за нього. Сома не надає перевагу певній кухні; його страви універсальні і є результатом різних експериментів та отриманого досвіду. Сома живе в гуртожитку Полярної Зірки.
Еріниа Накірі (яп. 薙切 えりな, Накірі Еріниа)
Сейю: Ріса Танеда (1-2 сезон): Сейю: Хісако Канемото (OVA, 3 сезон)
Одна з головних героїнь історії. Цундере, дівчина із замкнутим і складним характером, 10-ий член елітної десятки кухарів, внучка директора Сензаемона і володарка «божественного язика», її здатність до дегустації досконала; вона може помітити вади навіть в стравах, приготованих кращими кухарями. Її складний характер є наслідком того, що дівчинка якийсь час перебувала під піклуванням свого авторитарного батька Адзамі, який навчав її відноситься до поганих кухарів і їх страв, як «до худоби з її кормом». Пізніше Еріна познайомилася з Джоічіро, батьком Соми; він був єдиним, чиїми стравами Еріна захоплювалася. Спочатку вкрай дратівливо ставилася до Соми, вважаючи його вискочкою і навіть на початку обдурила героя, сказавши що він приготував жахливу страву. Але після того, як директором став її батько Адзамі, якого Еріна поважає, але одночасно страшно боїться, дівчина знайшла притулок в гуртожитку полярної зірки і стала набагато тепліше ставиться до Соми і його друзів, і навіть вирішила стати їх наставником по кулінарній теорії.
Мегумі Тадокоро (яп. 田所 恵, Тадокоро Мегумі)
Сейю: Мінамі Такахасі: Одна з головних героїнь історії.  Дандере, добра, тиха, але невпевнена в собі дівчина, яка вирішує слідувати за Сомою і фактично виступає його правою рукою, коли справа доходить до готування. Незважаючи на свій характер, Мегумі — талановитий і цілеспрямований кухар, яка швидко розвиває свої навички, спостерігаючи за Сомою і навіть до кінця першого року здатна зробити виклик членам елітної десятки. Захоплюється Сомою і завдяки йому, зуміла досягти таких успіхів в готуванні. Особливість її страв полягає в доданні їм духу гостинності, материнської турботи, зраджує відчуття родинної любові і ностальгії в тих, хто пробує її страви. Її сім'я володіє реканом (готель) і займається приготуванням традиційної японської кухні. З цієї ж причини, Мегумі вступила до Академії.
Такуі Альдіні (яп. タクミ・アルディーニ, Такумі Арудіні)
Сейю: Нацукі Ханае: Один з головних героїв історії. Є старшим племінником власника сімейного ресторану  Trattoria Aldini, розташованого у Флоренції, Італія. Він наполовину японець, як і його брат Ісамі. Готує традиційні італійські страви, амбітний і бачить в Сомі свого головного суперника, якого має намір перемогти в кулінарному змаганні, але до тих пір йому це не вдавалося. Пізніше, коли директором Академії стає Адзамі, він об'єднується з Сомою, щоб зробити виклик елітній десятці Академії.
Адзамі Накірі (яп. 薙切 薊, Накірі Адзамі)
Сейю: Сьо Хаямі: Головний антагоніст історії. Батько Еріни, який в результаті перевороту, отримавши більшість голосів від елітної десятки, став новим директором Академії. «Кулінарний фашист», Адзамі дотримується ідеї ідеальної, уніфікованої кухні і що тільки кращі з кращих гідні стати кухарями. Адзамі заперечує цінність національної кухні і має намір закрити майже всі ресторани в Японії. Все, що виходить за рамки ідеалів, Адзамі вважає «худобу, і кормом». Ставши директором, Адзамі ліквідував всі кулінарні гуртки і ввів для учнів загальну програму навчання. Адзамі, будучи молодим, був дуже обдарованим кухарем Академії і частиною елітної десятки, проте він завжди залишався в тіні Джоічіро. Є причиною психічної травми Ерінии, яка зіграла роль у формуванні її замкнутого характеру. Так він змушував її постійно дегустувати страви кращих кухарів відноситься до недостатньо хорошим кухарям як до худобі. Методи Адзамі не доводиться до душі його родичам і знайомим, за що його вигнали з Академії. Однак Адзамі намір знову повернути владу над Ерінии, вірячи, що все ще може підпорядкувати її волю. Прийняв виклик Соми і його союзників, погодившись на умову, що якщо виграє, то Джоічіро стане його підлеглим.

### Основні другорядні персонажі

#### Жителі Полярної зірки
Фуміо Даймідо (яп. 大御堂 ふみ緒, Даймідо: Фуміо)
Очільниця гуртожитку полярної зірки. Жінка зрілого віку.  Про неї мало що відомо, окрім факту, що з нею в цьому гуртожитку виховувалися різні видатні кухарі, враховуючи Джоширо та Адзамі.
Сатоши Ішикі (яп. 一色 慧, Ішикі Сатоши)
Сейю: Такахіро Сакурай: Сатоши є студентом Кулінарної Академії і жителем «Полярної зірки», а також посідає 7 місце в елітній десятці. Крім того, його положення в школі сприяє рішучому настрою його кохая, Соми Юкіхіро, здійснити давню мрію й стати одним з елітних учнів, що може бути викликом для нього, в зв'язку з його відмінними кулінарними здібностями.
Юкі Йосіно (яп. 吉野 悠姫, Йосіно Юкі)
Сейю: Маая Утіда: Студентка Кулінарної Академії Тоцукі і жителька гуртожитку «Полярна зірка». Подруга Соми, весела і енергійна дівчина. Юкі — також сусідка по кімнаті Мегумі Тадокоро і реко Сакакі.
Рьоко Сакакі (яп. 榊 涼子, Сакакі Рьоко)
Сейю: Ай Каяно
15-річна студентка Академії Тоцукі, член гуртожитку «Полярна зірка». Подружка Юкі.
Сюн Ібусакі (яп. 伊武崎 峻, Ібусакі Сюн)
Сейю: Тайсі Мурата: Сюн, мабуть, краще за всіх знає свого семпая, Сатоши Ішикі, оскільки він був знайомий з ним довше, ніж інші члени гуртожитку «Полярна зірка». На відміну від своїх фанатичних сусідів по кімнаті, Сюн дуже серйозний. Ібусакі — непримітний студент, який вважає за краще говорити тільки тоді, коли розглядається важливе питання, що стосується кожного. Також не раз згадувалося, що він — розважливий кухар, вибір дії якого залежить від того, який варіант він вважатиме вигіднішим.
Дзендзі (яп. 丸井 善二, Маруй Дзендзі)
Сейю: Юсуке Кобаясі: Дзендзі — студент в Кулінарної Академії Тоцукі і житель гуртожитку «Полярна зірка». Внаслідок того, що він рідко готує, Дзендзі розглядають як самого слабкого кухаря серед інших постояльців гуртожитку, незважаючи на його знання.
Дайго Аокі (яп. 青木 大吾, Аокі Дайго) і Сьодзі Сато (яп. 佐藤 昭二, Сатоː Сьодзі)

#### Інші студенти першого курсу
Ці персонажі з'являються у відбірковому турі  Осінніх виборів , разом з головними персонажами і жителями «Полярної зірки» представляючи найталановитіших першокурсників.
Ісамі Альдіні (яп. イサミ・アルディーニ, Ісамі Арудіні)
Сейю: Юкі Оно: Брат Такумі. Небагатослівний і завжди супроводжує Такумі. Має зайву вагу і не такий талановитий, як Такумі, хоча і намагається рівнятися на нього.
Ікумі "Нікумі" Міто (яп. 水戸 郁魅, Міто Ікумі)
Одна з учениць Академії, спеціалізується на приготуванні м'яса і м'ясних страв. Спочатку була на стороні Ерінии і презирливо ставилася до Соми, але після того, як програла — визнала його і навіть стала союзником, є небайдужою до Соми.
Хісако Арато (яп. 新戸 緋沙子, Арато Хісако)
Права рука Еріни. Її віддана підпорядкована, її захоплення Еріною межує з любов'ю. Вона завжди слідує за нею тінню і готова накинутись на будь-якого, хто на її думку бруднить честь Еріни. Хороший кухар, хоча її майстерність не порівняти з Еріною, проте вона старанно вчиться, щоб довести своїй «пані», що є гідним кухарем. Спеціалізується на «лікувальної кулінарії». Ненавидить Сому.
Аріса Накірі (яп. 薙切 アリス, Накірі Арісу)
Двоюрідна сестра Еріни. Вона на половину датчанка по материнській лінії. Талановитий кухар, яка має намір перевершити Еріну. На відміну від Еріни, Аріса — весела і енергійна дівчина, однак ці якості поєднуються з егоїстичністю і холодною розважливістю. Аріса математик, вона використовує розрахунки при готуванні своїх страв.
Рьо Курокіба (яп. 黒木場 リョウ, Курокіба Рьо:)
Сейю: Окамото Нобухіко: Учень 92-го покоління Академії Тоцукі і помічник Аріси Накірі. Здебільшого Рьо вкрай повільний, ледачий і похмурий. Його манера поведінки виключає будь-який інтерес до подій навколо нього, однак він дуже уважний до побажань Аріси. Насправді Рьо може поводитись значно яскравіше, але це проявляється тільки тоді, коли він одягає свою бандану або будь-який інший обтягуючий головний убір, наприклад, плавальну шапку. Нова манера поведінки більш зухвала, дика і неприборкана, схожа на поведінку дикого звіра; дуже вдалу назву — «режим Берсерка», дала Аріса. Вираз обличчя юнака так само стає агресивнішим, а навколишні лякаються одного лише погляду. Мова Рьо також піддається змінам і стає набагато наглішою, що дозволяє йому без сумнівів звертатися до будь-якого; в якийсь момент він може відчути навіть тягу до насильства.
Акіра Хаяма (яп. 葉山 アキラ, Хаяма Акіра)
Сейю: Дзюніті Сувабе: Талановитий кухар, асистент професора Дзюн, яка підібрала ще маленького Акіру в Індії і перевезла жити в Японію. Акіра достатньо сильний для того, щоб стати членом елітної десятки. Розуміється на спеціях. Якийсь час працював разом з Арісою. Пізніше, коли директором став Адзамі, був змушений вступити в елітну десятку за умови, що він здолає і вижене з Академії Сому, але програє йому і покидає Академію.
Субару Мімасака (яп. 美作 昴, Мімасака Субару)
Сейю: Хірокі Ясумото: Один з другорядних героїв, які кинули виклик Сомі. Незважаючи на свою зовнішність, дуже охайний і проникливий. Його особливість полягає в тому, що він досконало вивчає свого супротивника і потім повністю копіює його приготування, при цьому завжди завершує страву краще опонента. Це робило його фактично непереможним, вперше він здобув поразку від Соми і визнав його силу, ставши союзником. Пізніше він приєднується до Соми в боротьбі проти Адзамі і елітної десятки, але програє в першому турі.
Нао Садацука (яп. 貞塚 ナオ, Садацука Нао)
Сейю: Гото Саорі: Одна зі студенток Кулінарної Академії Тоцукі. Живить глибоку прихильність до Еріни Накірі і робить все, щоб наблизиться до неї, включно з щоденною відправкою 30 листів і навіть спостереженням за нею здалеку за допомогою бінокля.
Мійоко Ходжо (яп. 北条 美代子, Хо:дзе: Мійоко)
Сейю: Сето Асамі: Спадкоємиця традицій китайської кухні сім'ї Ходжа. На самому початку думала, що помилилася, прийнявши Мегумі за сильного суперника, однак пізніше на турнірі Мегумі виявилася в числі найсильніших, заробивши таким чином авторитет перед Мійоко. Своїми навичками і вміннями вона швидко заробила визнання в ресторані свого батька.

#### Академія Тоцукі
Сензаемон Накірі (яп. 薙切 仙左衛門, Nakiri Senzaemon)
Сейю: Бандзе Гінга: Директор Кулінарної Академії. Дідусь Еріни й Аріси.
Роланд Чапель (яп. ローランド・シャペル, Roland Chapelle)
Шеф-кухар, який ніколи не посміхається (Chef Who Never Smile).
Дзюн Сіомі (яп. 汐見 潤, Сіомі Дзюн)
Випускниця Кулінарної Академії. У шкільні роки була кохаєм Джуічіро, і тому той змушував її дегустувати його страви. Вона геніальний вчений, створює теорії поєднання ароматів і спецій. Тепер має свого кохая, який втілює в життя ці теорії, — Акіру Хаяма. Однак норовливий юнак розмовляє з нею на рівних, що часто викликає невдоволення у дівчини.
Такао Міядзато (яп. 宮里 隆夫, Міядзато Такао)
Сейю:
Президент Бюро управління кулінарними двобоями(Shokugeki Administration Bureau).

#### Елітна десятка
Ейсі Цукаса (яп. 司 瑛士, Цукаса Ейсі) (Перше місце)
Сейю: Акіра Ісіда: Учень Кулінарної Академії, що займає перше місце в елітній десятці Тоцукі. Незважаючи на своє становище, дуже боязкий і невпевнений у собі хлопець. Вважає свій статус вельми клопіткою роботою. Не вміє виступати перед людьми на сцені. Коли йому доводиться готувати для інших, він постійно хвилюється через різні дрібниці: починаючи від зручності сидіння, закінчуючи температурою залу. Однак зовсім не сумнівається у своїй майстерності та ніколи не цікавиться у клієнтів, чи смачні його страви. На відміну від інших кухарів, страви, приготовані Ейсі, не відображають його сутність. Прагнення Цукаса полягає в відточуванні навичок ремесла готування до абсолюту. Задля поліпшення свого стилю створення страв він готовий ризикнути всім, навіть своїм місцем в елітній десятці. За свої кулінарні таланти був прозваний «Білий лицар столу»(нім. «Der Weiße Ritter der Tafel»).
Ріндо Кобаясі (яп. 小林 竜胆, Кобаясі Ріндоː) (Друге місце)
Сейю: Сидзука Ито
Тосуке Мегісіма (яп. 女木島 冬輔, Мегісіма Тоːсуке) (формально Третє місце)
Учень 90-го покоління Кулінарної Академії Тоцукі. Посідає третє місце в елітній десятці.
Момо Аканегакубо (яп. 茜ヶ久保 もも, Аканегакубо Момо) (Четверте місце, пре-Азамі; підвищений до Третього місця)
Сейю: Риэ Кугимия: Учениця 90-го покоління Кулінарної Академії Тоцукі. Посідає четверте місце в елітній десятці.
Сомий Сайто (яп. 斎藤 綜明, Саитоː Соːмеі) (П'яте місце, пре-Азамі; підвищений до Четвертого місця)
Нене Кінокуні (яп. 紀ノ国 寧々, Кінокуні Нене) (Шосте місце)
Сатоши Ішикі (формально Сьоме місце)
Терунорі Куга (яп. 久我 照紀, Куга Терунорі) (формально Восьме місце)
Сейю: Юкі Кадзі: Учень 91-го покоління Кулінарної Академії Тоцукі. Посідає восьме місце в елітній десятці. Приємний в спілкуванні хлопець, активно спілкується з учнями з інших курсів. При цьому іноді дражнить своїх кохаїв і семпаїв.Комплексує з приводу невеликого зросту, через що вороги легко виводять його на емоції.
Ецуя Ейзан (яп. 叡山 枝津也, Eizan Etsuya) (Дев'яте місце, пре-Азамі; підвищений до Сьомого місця)
Сейю: Томокадзу Сугіта: Учень Кулінарної Академії Тоцукі. Посідає дев'яте місце в елітній десятці.
Акіра Хаяма (тимчасовий новопризначений на Дев'яте місце, під час правління Центральної ради)
Еріна Накірі (формально Десяте місце)

## Видання

### Манґа
Самостійний випуск манги був опублікований вShueisha видавництва  Weekly Shonen Jump  в квітні 2012 року. З листопада 2012 була запущена серія. У квітні 2013 року було опубліковано перший том танкобона. Станом на жовтень 2017 року було опубліковано двадцять сім томів. Viz Media ліцензував манґу для Північної Америки і опублікував перший том 5 серпня 2014 року.